# Selaginella convoluta
Selaginella convoluta är en mosslummerväxtart som först beskrevs av George Arnott Walker Arnott, och fick sitt nu gällande namn av Antoine Frédéric Spring. Selaginella convoluta ingår i släktet mosslumrar, och familjen mosslummerväxter. Inga underarter finns listade i Catalogue of Life.